# El Herrumblar
El Herrumblar – gmina w Hiszpanii, w prowincji Cuenca, w Kastylii-La Mancha, o powierzchni 46,1 km². W 2011 roku gmina liczyła 777 mieszkańców.